# Стефан Таралежков
Стефан Димитров Таралежков е български офицер, генерал-майор.

## Биография
Роден е на 10 юли 1894 г. в Ихтиман. Завършва Военното училище през 1917 г. От 1928 г. е адютант на Осма пехотна тунджанска дивизия. От 1930 г. е командир на взвод в единадесети пограничен участък. През 1933 г. е назначен за командир на рота в Дванадесети пехотен полк. През 1941 г. е назначен за комендант на Скопие. Същата година издава и книгата „Силата на духа и кризата в боя“, отпечатана от Военноиздателския фонд от поредицата „Военна библиотека“ №111. От 1943 г. става командир на Тридесети пехотен шейновски полк. С Министерска заповед №123 от 14 септември 1944 г. е назначен за командир на Седма пехотна рилска дивизия, с която участва в първата фаза на т.нар. Отечествена война 1944 – 45., а от 15 декември 1944 г. е командир на Дванадесета пехотна дивизия. След края на войната е назначен за командир на Единадесета пехотна дивизия. В периода 20 декември 1945 – 21 януари 1946 г. е командир на Трета българска армия. През 1946 г. е назначен за командир на Осма пехотна тунджанска дивизия. Излиза в запас през 1947 г. като началник на учебния отдел в Щаба на армията. На 21 януари 1948 г. Държавна сигурност образува отчетно наблюдателно дело на генерал Таралежков, което през 1951 г. преминава на активна разработка „Бодил“ по линия на бивши хора. Известно време е член на „Звено“, но после отпада от организацията. Работи за кратко в министерство на отбраната през 1950 г., където се пенсионира. След като не е открита вражеска дейност от негова страна разработката е прекратена през 1960 г. Умира през 1972 г.

## Военни звания
- Подпоручик (1 август 1917)
- Поручик (30 юни 1919)
- Капитан (1926)
- Майор (6 май 1935)
- Подполковник (6 май 1939)
- Полковник (3 октомври 1942)
- Генерал-майор (5 април 1945)

## Награди
- Орден „За храброст“ III степен II клас
- Орден „Свети Александър“ III степен м.с.
- Орден „Александър Невски“ – СССР
- Орден „Партизанска звезда“ I степен – Югославия